# Championnat de Tunisie masculin de volley-ball 1958-1959
Navigation
Saison précédente Saison suivante
Le championnat de Tunisie masculin de volley-ball 1958-1959 oppose les neuf meilleures équipes tunisiennes de volley-ball en raison du retrait du Stade gaulois.
L'Étoile sportive goulettoise s'avère trop forte pour ses adversaires et remporte le championnat sans concéder de défaites, ainsi que la coupe de Tunisie aux dépens de sa voisine, l'Union sportive goulettoise. Les lauréats du doublé sont Max Sitruk, Habib Ben Ezzeddine, Rachid Ben Mhammed, Chedly Fazaa, Moncef Farhat, Kamel Lakhdar, Gugus Cohen, Zinelabidine Mestiri, Galula et Moncef Guellati.

## Division nationale
Le classement final est le suivant :
| Rang | Équipe                           | Points | Matchs | Victoires | Défaites | Forfaits ou pénalités | Sets pour | Sets contre |
| 1    | Étoile sportive goulettoise      | 32     | 16     | 16        | 0        | 0                     | 48        | 12          |
| 2    | Association sportive française   | 27     | 16     | 11        | 5        | 0                     | 38        | 21          |
| 3    | Alliance sportive                | 26     | 16     | 10        | 6        | 0                     | 41        | 24          |
| 4    | Union sportive tunisienne        | 26     | 16     | 10        | 6        | 0                     | 35        | 29          |
| 5    | Jeunesse olympique de Tunis      | 24     | 16     | 8         | 8        | 0                     | 31        | 29          |
| 6    | Union sportive goulettoise       | 22     | 16     | 6         | 10       | 0                     | 29        | 33          |
| 7    | Espérance sportive de Tunis      | 20     | 16     | 4         | 12       | 0                     | 23        | 38          |
| 8    | Cercle des nageurs tunisiens     | 19     | 16     | 4         | 11       | 1                     | 15        | 41          |
| 9    | Association sportive de l'Ariana | 19     | 16     | 3         | 11       | 1                     | 9         | 42          |

## Division 1
L'Étoile sportive du Sahel, deux ans après la création de sa section de volley-ball par Alain Chaouat à partir d'un groupe d'élèves du lycée de garçons de Sousse, accède en division nationale en remportant le titre de la division d'honneur (ou division 1), en compagnie de l'Avenir musulman.
Le classement final de cette division, qui a enregistré le retrait de Saydia Sports, du Stade tunisien et du Tunis Universitaire Club, est le suivant :
| Rang | Équipe                             | Points | Matchs | Victoires | Défaites |
| 1    | Étoile sportive du Sahel           | 19     | 10     | 9         | 1        |
| 2    | Avenir musulman                    | 18     | 10     | 8         | 2        |
| 3    | Club sportif des cheminots         | 15     | 10     | 5         | 5        |
| 4    | Club africain                      | 14     | 10     | 4         | 6        |
| 5    | Zitouna Sports                     | 13     | 10     | 3         | 7        |
| 6    | Association sportive de Montfleury | 11     | 10     | 1         | 9        |

## Division 2
Les douze équipes constituant cette division sont réparties en deux poules. La poule A est constituée des clubs suivants :
- Al Mansoura Chaâbia de Hammam Lif
- Jeunesse sportive de Beausite
- Club sportif de Hammam Lif
- Club olympique de Kélibia
- Patriote de Sousse
- Al Hilal
- Association sportive des sapeurs pompiers

La poule B est constituée des clubs suivants :
- Union sportive de la marine de Menzel Bourguiba
- Stade africain de Menzel Bourguiba
- Association des anciens élèves de Mateur
- Club athlétique bizertin
- Olympique de Béja

Les champions de poule, Al Mansoura Chaâbia de Hammam Lif et l'Union sportive de la marine de Menzel Bourguiba, se disputent l'accession et c'est Al Mansoura qui l'emporte. Les deux clubs ainsi que l'Association sportive des sapeurs pompiers montent en division 1.